# The Danse Society
The Danse Society sono un gruppo storico della scena post-punk e darkwave formatosi a Barnsley, Inghilterra, nel 1980.
Si caratterizzano all'interno del genere  gothic grazie alle loro ambientazioni sonore oniriche e melanconiche attraversate da una potente componente ritmica dai toni mozzafiato. Sono stati accostati a nomicome Joy Division, Siouxsie and the Banshees, Bauhaus. Componenti del gruppo nella prima formazione erano: Steve Rawlings (voce), Paul Gilmartin (batteria), Lyndon Scarfe (tastiere), Paul Nash (chitarra), Tim Wright (basso).

## Storia
Nel 1980 registrarono e pubblicarono il loro primo singolo, un 12 pollici intitolato "Clock", con la loro etichetta personale, la Society Records. Escono quindi con il loro album di debutto, Seduction, nel 1982 e raggiungono subito la vetta della Indie Chart britannica conquistando la terza posizione.
Il loro album più conosciuto, Heaven is Waiting, fu pubblicato nel dicembre 1983 dalla Arista e diventa il n. 39 nella classifica degli album del Regno Unito. Il disco conteneva una cover di 2000 Light Years from Home dei Rolling Stones, uscita poi nel 1984 come singolo. Del brano venne anche girato un videoclip. Nel 1986 tutti i membri della band, eccetto Steve Rawlings, andarono a formare un altro gruppo, Johnny In The Clouds. Rawlings continuò l'avventura come Danse Society International pubblicando poi l'album Looking Through. Nel 1987 il nome del gruppo mutò ancora, precisamente in Society. In seguito, Rawlings continuò l'attività dedicandosi principalmente alla musica dance con il nome di Meridian Dream.
Nel 2009 il batterista e membro originario Paul Gilmartin coinvolge il tastierista David Whitaker con l'obiettivo di rifondare la band e produrre nuovo materiale. In attesa della risposta di Steve Rawlings, ancora negli USA, iniziarono a scrivere musica e testi di alcune tracce registrate nello studio di Whitaker. Queste tracce divennero poi Change of Skin e Scarey Tales. Anche Paul Nash fu contattato dal duo e sebbene inizialmente restio alla fine decise di farsi coinvolgere nelle registrazioni in studio dei pezzi già composti. Steve Rawlings finalmente fa contenti tutti e decide di aggiungersi alla formazione. Steve Rawlings, dopo aver registrato solo una traccia vocale, non si è più fatto vivo con la band. Ad inizio del 2011 la band è contattata dalla fan e cantante italiana  Maethelyiah (già Blooding Mask), che fortuitamente si propone per Change of Skin che esce a luglio 2011. Questo è seguito a novembre 2011 dall'uscita del primo singolo God Cry e ad aprile 2012 da secondo singolo Vatican, insieme ad una riedizione di "Seduction". Il loro primo concerto dopo 25 anni avviene al Wave-Gotik-Treffen festival a maggio 2012.
Il quinto album, Scarey Tales, esce a febbraio 2013. 
Nel Gennaio 2014 il batterista Paul Gilmartin lascia la band e intraprende un’azione legale per impossessarsi del nome della band ma perde la causa due anni dopo.
Viene rimpiazzato da Iain Hunter. David Whitaker lascia il gruppo a settembre del 2014 e viene sostituito da Sam Bollands.
A Dicembre del 2014 esce il singolo su vinile viola “If I were Jesus”.
Nel 2015 esce il sesto album “VI” su CD e vinile rosso ed ottiene le recensioni migliori.
La band è correntemente alle prese con il settimo album.

## Formazione attuale della band
- Paul Nash: chitarrista e compositore - membro fondatore della band
- Maethelyiah: Cantante e compositrice
- Jack Cooper: bassista
- Joss Rylance: batterista
- Sam Bollands: Tastierista

## Discografia parziale

### Album studio
- 1982 - Seduction - Six Tracks Album (Society Records)
- 1983 - Heaven is Waiting (Arista)
- 1986 - Looking Through
- 2011 - Change of Skin (Society Records)
- 2013 - Scarey Tales (Society Records)
- 2015 - VI (Society Records)
- 2020 - Sailing Mirrors (Society Records)

### Singoli
- 1980 - Clock - Continent (Society Records)
- 1981 - There is No Shame in Death (Pax Records)
- 1981 - Woman' s Own (Pax Records)
- 1982 - Somewhere (Society Records)
- 1983 - We' re so Happy (Pax Records)
- 1983 - Wake Up! - The Seduction (Arista)
- 1983 - Heaven is Waiting (Arista)
- 1984 - 2000 Light Years from Home (Arista)
- 1985 - Say it Again (Arista)
- 1986 - Hold on 'to what you' ve got (Arista)
- 1987 - Saturn Girl (Big Life)
- 1987 - Love it (Big Life)